# Confederació de Bar
La Confederació de Bar, va ser un aixecament dels patriotes polonesos contra la ingerència russa a Polònia l'any 1768 reunits a la ciutat de Bar i al mateix temps contra el Rei Estanislau August Poniatowski i els reformadors polonesos que volien limitar el poder de la noblesa.
La Confederació de Polònia i Lituània, actualment coneguda com la República de les Dues Nacions o Confederació de les Dues Nacions (en polonès Rzeczpospolita Obojga Narodów, en lituà Abiejų tautų respublika; en belarús Рэч Паспалітая, Retx Paspalítaia; en ucraïnès: Річ Посполи́та Обо́х Наро́дів, Ritx Pospolyta Obokh Naródiv; i en llatí Regnum Serenissimum Poloniae), va ser una mena de república aristocràtica federal, formada el 1569 pel Regne de Polònia i el Gran Ducat de Lituània, es va formar el 1569 per la Unió de Lublin, que unia al Regne de Polònia i el Gran Ducat de Lituània, i va durar en aquesta forma fins a l'aprovació de la Constitució del 3 maig de 1791. La Confederació no només abastava els territoris del que avui és Polònia i Lituània, sinó també la totalitat del territori de Belarús i Letònia, la major part d'Ucraïna i Estònia, i la part occidental de la Rússia d'avui (Smolensk i Kaliningrad). Originalment els idiomes oficials de la Comunitat eren polonès i llatí (al Regne de Polònia) i rutè i Lituà (al Gran Ducat de Lituània).
Rússia, que havia utilitzat el pretext d'augmentar les llibertats religioses per desestabilitzar la Commonwealth, va impulsar les reformes garantides per Caterina II de Rússia a través del Sejm que atorgava als cristians protestants i ortodoxos el mateix estatus que el dels catòlics romans dominants, limitava alguns privilegis del clergat catòlic i va augmentar el càstig per matar un camperol va augmentar de multa a pena de mort, el liberum veto va ser abolit als sejmiks (parlaments locals) i es va crear una casa de moneda. La reacció resultant entre el lideratge catòlic romà de Polònia als privilegis dels protestants i el profund ressentiment de la intromissió de Rússia en els afers interns de la Confederació van portar a la Guerra de la Confederació de Bar dirigida contra Estanislau August Poniatowski i Rússia. Un exèrcit dirigit per Kazimierz Pulaski i Michel Krasinski es va reunir a la ciutat de Bar, Ucraïna, 70 km de la frontera amb l'Imperi Otomà per defensar "la fe i les llibertats."
El portaveu de la confederació fou el sacerdot carmelita Marek Jandolowicz. El moviment es va estendre ràpidament a Ucraïna. Frederic II de Prússia al·legant raons seguretat, decreta l'establiment de guarnicions a la part polonesa de Prússia. Els russos fan el mateix al sud-oest. El general rus Souvorov ocuparà a Cracòvia. Rei Estanislau II lluita contra els Confederats de Bar o s'unirà a ells, segons les circumstàncies. De fet esclatara una guerra civil, seguida d'una revolta camperola, on els camperols massacraran nobles i jueus ortodoxos.
Amb el pretext d'una violació de la frontera al perseguir als rebels, l'Imperi Otomà declara la guerra contra Rússia durant l'octubre de 1768. La lluita es perllonga per quatre anys. França intervindrà en favor dels confederats i els va enviar el coronel Charles François Dumouriez com a suport i assessor militar.
A l'octubre de 1771, els confederats de Bar proclamen la caiguda del rei Estanislau II. Derrotats, deixaren les armes durant l'agost del 1772 i no pogueren evitar la Primera partició de Polònia.